# Centaurea pseudoleucolepis
Centaurea pseudoleucolepis là một loài thực vật có hoa trong họ Cúc. Loài này được Kleopow mô tả khoa học đầu tiên năm 1926.